# Гимназија „Исидора Секулић” Нови Сад
Гимназија „Исидора Секулић” је једна од четири гимназије у Новом Саду. Носи назив једне од најзначајнијих српских књижевница 20. века, Исидоре Секулић. Гимназија поседује два образовна смера, природно-математички и друштвено-језички, који су подједнако заступљени са по четири одељења оба смера у свакој години школовања. Двадесет четири одељења школске године 2009/10. похађало је 770 ученика, док је професорски колектив чинило 54 професора. Настава се одвија искључиво на српском језику.

## Историја

### Почеци (1990—1999)
Јуна 1990. године, Скупштина општине Нови Сад доноси одлуку о оснивању Гимназије „Исидора Секулић“ у Новом Саду, а за првог директора именује Мару Војиновић, док се у августу врши избор професора на основу конкурса. У недостатку посебног простора за рад, настава се одвија у просторијама Гимназије Јован Јовановић Змај, Електротехничкој школи Михајло Пупин и Основној школи Бранко Радичевић. Након две године, адаптира се зграда Покрајинског завода за статистику у Владике Платона, те од 15. јануара Гимназија ради у тој згради. Јануара исте године први пут се прославља Дан Светог Саве. Школску годину 1993/1994. обележава продужени зимски распуст услед недостатка грејања због међународних санкција, али и матурски испит прве генерације матураната. Гимназија ових првих година постаје домаћин многобројних културних, научних и образовних манифестација, а ученици постижу највиша места на републичким такмичењима из разних предмета. Услед НАТО агресије над СР Југославијом, школска 1998/1999. година је прекинута за време бомбардовања.

### Развој (2000—данас)
Ученици гимназије настављају са заузимањем највиших места на републичким такмичењима, а у пилот-пројекту спољне евалуације знања математике 2002. године, Министарство просвете је констатовало да је Гимназија заузела друго место по броју бодова. Новембра 2003. године Извршно веће АП Војводине додељује Гимназији награду Др Ђорђе Натошевић за успехе постигнуте на педагошко-едукативном плану. У исто време почиње изградња фискултурне сале у дворишту гимназије, величине 11000 m². Светосавска награда Министарства просвете додељена је Гимназији 2007. године. Професор биологије Гимназије, мр Јованка Терзић, 2011. године добија награду Др Ђорђе Натошевић за најбољи просветни рад у пољу наставе биологије. Матурант Гимназије Видак Раичевић осваја 2012. године бронзану медаљу на Међународној хемијској олимпијади као један од четири члана првог тима који је представљао Србију на овом међународном такмичењу, чиме је школа потврдила свој престиж из области хемије, поред дотад многобројних високих пласмана на државном такмичењу.

## Директори гимназије
- Мара Војиновић, 1990—2001.
- Милорад Рацић, 2001—2002.
- Љиљана Срећков, 2002—2006.
- Миланка Деман, 2006—2007.
- Ружица Вукобратовић, 2007—2023.
- Татјана Пејовић Себић, 2023—данас

## Ваннаставне активности
Поред многобројних секција и додатних настава које организују предметни професори, Гимназија Исидора Секулић издваја се по традиционалној манифестацији Четвртком, код Исидоре, када се у свечаној сали Гимназије четвртком приређују разне културне, образовне и научне представе и предавања. Хор Гимназије IuventaS уприличава све значајне школске манифестације (попут Светог Саве и Дана школе, 17. фебруара, Руских вечери, Happening-a), али често гостује у земљи и иностранству, а највећи успех постигао је 1998. године освајањем Међународног фестивала у Нерпелту (Белгија). ГИС-театар је гимназијско позориште, које је неколико пута изводило комаде на сцени Српског народног позоришта. Од 2010. године, школа је годишње домаћин Међународне конференције Гимназија 3К - компјутер, комуникација, култура, током које научне радове презентују гости из земље и иностранства. Гимназија „Исидора Секулић” остварује сарадњу сваке године са братском „Гимназијом бр. 5” у Нижњем Новгороду.